# UH Gijon
UH Gijon es un equipo de lacrosse ubicado en Gijón, Asturias (España).
Disputaba sus encuentros en el campo de deportes central de la Universidad Laboral de Gijón, en césped artificial.

## Historia
Fue fundado el 10 de abril de 2003 como Club Deportivo Unihockey Gijón, por un grupo de aficionados al deporte en general y al floorball en particular que habían practicado este deporte en las clases de educación física de sus respectivos institutos. En esa fecha nació oficialmente como club deportivo el “Club Deportivo Elemental Unihockey Gijón”, siendo inscrito en el Registro de Entidades Deportivas del Principado de Asturias.
Una vez constituido, el club se integra en la Asociación de Floorball del Principado de Asturias (AFPA) y en la Asociación Española de Unihockey y Floorball (AEUF). Debutó en la Liga Nacional de Floorball en la temporada 2003/04, quedando clasificado en la última posición. En la temporada 2004/05 se junta con el Club Unihockey Lecazar y compiten con un equipo conjunto denominado Club Unihockey Gijón-Lecazar, pero su potencial deportivo no mejora, terminando nuevamente en la última posición de la liga. Ante los malos resultados deportivos, el club abandona la Liga Nacional en 2005. En los años siguientes se potencia la formación de nuevos jugadores en las escuelas y se compite en una competición regional asturiana sub-19 primero, sub-17 después, y desde 2010 en categoría senior. El equipo sub-16 debuta en 2010 en el campeonato de España de floorball sub-16 y en 2011 gana este campeonato tras vencer en semifinales al CU Escorial y en la final al CUF Leganés.
El 1 de septiembre de 2012 la asamblea general del club decide cancelar la sección de floorball, quedando el club dedicado exclusivamente al lacrosse.

## Sección de lacrosse
El 31 de diciembre de 2009 se decide en asamblea aprobar una nueva sección del club dedicada al lacrosse.
En marzo de 2010 el UH Gijón debuta en un partido, celebrado en Burgos, con un equipo conjunto con el Club Deportivo Campeadores de Burgos, contra la Universidad Europea de Madrid. 
En 2012 disputa la primera competición oficial en este deporte, el IV Campeonato de España de Lacrosse, que se celebró en diciembre de 2012 en el Complejo Deportivo Luis Ocaña de Cuenca,.
En 2013 debutó en la Liga Española de Lacrosse organizada por la Agrupación Deportiva Española de Lacrosse (ADEL) y que disputaron Valencia Eagles Lacrosse, Madrid Club Lacrosse, Madrid Kings Lacrosse, Bilbao Black Crows, Sevilla Lacrosse, Universidad de Castilla-La Mancha Cuenca Lacrosse y Unihockey Gijón. Al término de la temporada regular se clasificó para disputar los playoffs por el título, donde perdió en semifinales ante Madrid Kings Lacrosse por 16-5, por lo que pasó a disputar la final de consolación, en la que ganó a Universidad de Castilla-La Mancha Cuenca Lacrosse por 8-3, consiguiendo el tercer puesto final en su debut en la liga.